# Нидерландские Антильские острова на летних Олимпийских играх 2008
Нидерландские Антильские острова приняли участие в летних Олимпийских играх 2008 года, отправив в Пекин три спортсмена в трёх видах спорта: лёгкой атлетике, стрельбе и плавании. По итогам игр спортсмены из Нидерландских Антильских островов не завоевали ни одной олимпийской медали.

## Лёгкая атлетика
Мужчины
Спринтер Чуранди Мартина принял участие в забегах на 100 и 200 м. 16 августа 2008 года в финальном забеге на 100 м он финишировал четвёртым. 20 августа в финальном забеге на 200 м он пересёк финишную линию вторым, однако руководство сборной США подало протест на результаты мужского финального забега на 200 м из-за того, что Мартина заступил за внутреннюю линию дорожки. Изучив видеоповтор, жюри Международной ассоциации легкоатлетических федераций удовлетворило протест США, дисквалифицировало Чуранди Мартину и лишила его серебряной медали Олимпийских игр.
| Спортсмен       | Дисциплина | Раунд 1 | Раунд 1 | Раунд 2 | Раунд 2 | Полуфинал | Полуфинал | Финал | Финал |
| Спортсмен       | Дисциплина | Время   | Место   | Время   | Место   | Время     | Место     | Время | Место |
| --------------- | ---------- | ------- | ------- | ------- | ------- | --------- | --------- | ----- | ----- |
| Чуранди Мартина | 100 м      | 10,35   | 27      | 9,99    | 2       | 9,94      | 4         | 9,93  | 4     |
| Чуранди Мартина | 200 м      | 20,78   | 24      | 20,42   | 10      | 20,11 NR  | 2         | 19,82 | DSQ   |

## Плавание
Мужчины
| Спортсмен       | Дисциплина          | Квалификация | Квалификация | Полуфинал | Полуфинал | Финал     | Финал     |
| Спортсмен       | Дисциплина          | Время        | Место        | Время     | Место     | Время     | Место     |
| --------------- | ------------------- | ------------ | ------------ | --------- | --------- | --------- | --------- |
| Родион Давелаар | 50 м вольным стилем | 24.21        | 57           | не прошёл | не прошёл | не прошёл | не прошёл |

## Стрельба

### Пулевая стрельба
Мужчины
| Спортсмен     | Дисциплина                    | Квалификация | Квалификация | Финал     | Финал     | Место |
| Спортсмен     | Дисциплина                    | Очки         | Место        | Очки      | Итого     | Место |
| ------------- | ----------------------------- | ------------ | ------------ | --------- | --------- | ----- |
| Филип Эльхаге | Пневматический пистолет, 10 м | 566          | 46           | не прошёл | не прошёл | 45    |